# Чалтък
 Тази статия е за селото в Мала Азия.  За селото в Тракия вижте Голям Чалтък.  
Чалтък (на турски: Çeltik) е село в Мала Азия, Турция, Вилает Чанаккале.

## История
В 19 век Чалтък е едно от селата на малоазийските българи.
Българското население на Чалтък се изселва в България през 1882 година.